# Origanum boissieri
Origanum boissieri là một loài thực vật có hoa trong họ Hoa môi. Loài này được Ietsw. mô tả khoa học đầu tiên năm 1980.